# Bakonyszentlászló
Bakonyszentlászló is een plaats (község) en gemeente in het Hongaarse comitaat Győr-Moson-Sopron. Bakonyszentlászló telt 1936 inwoners (2001).

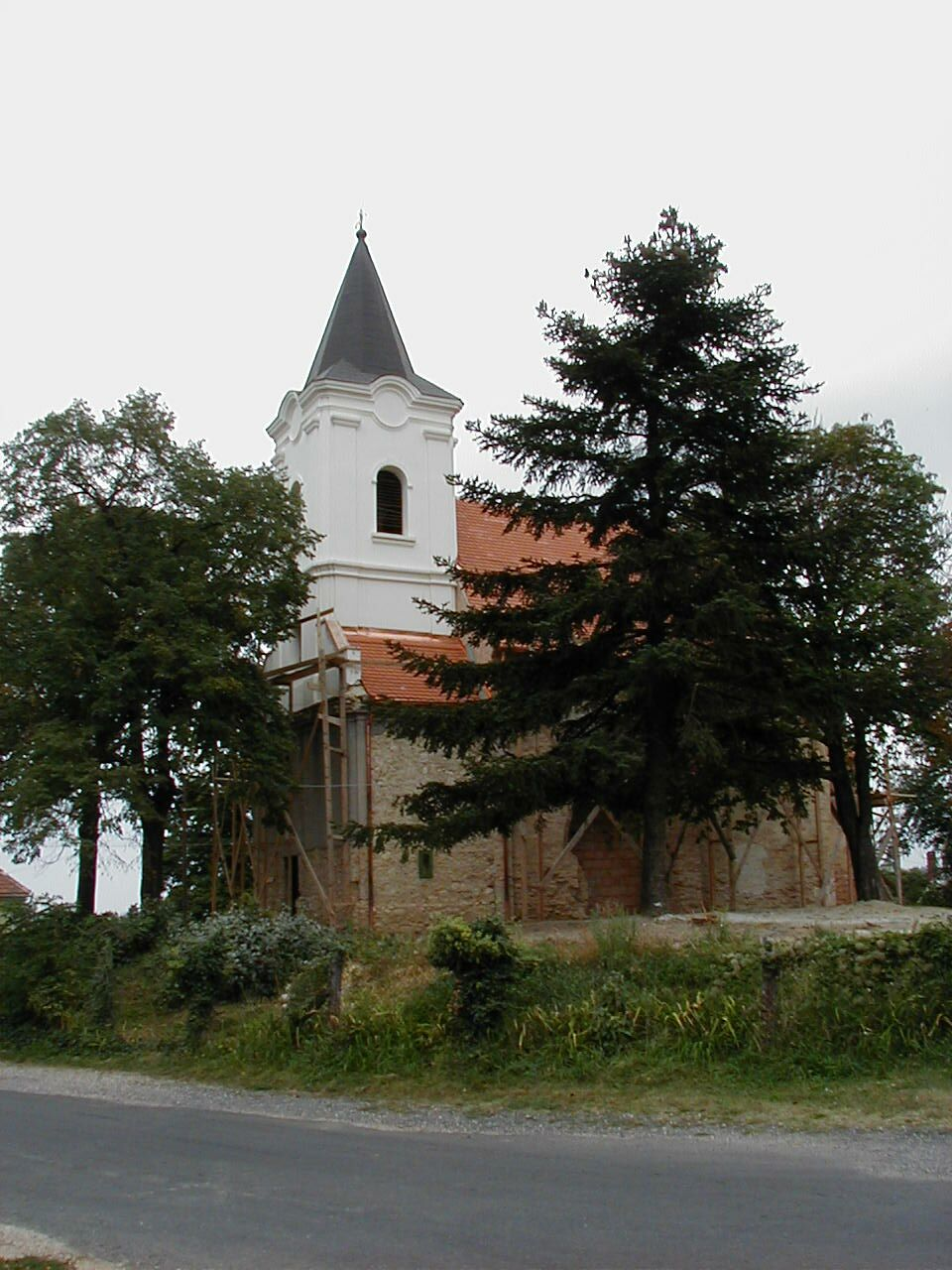
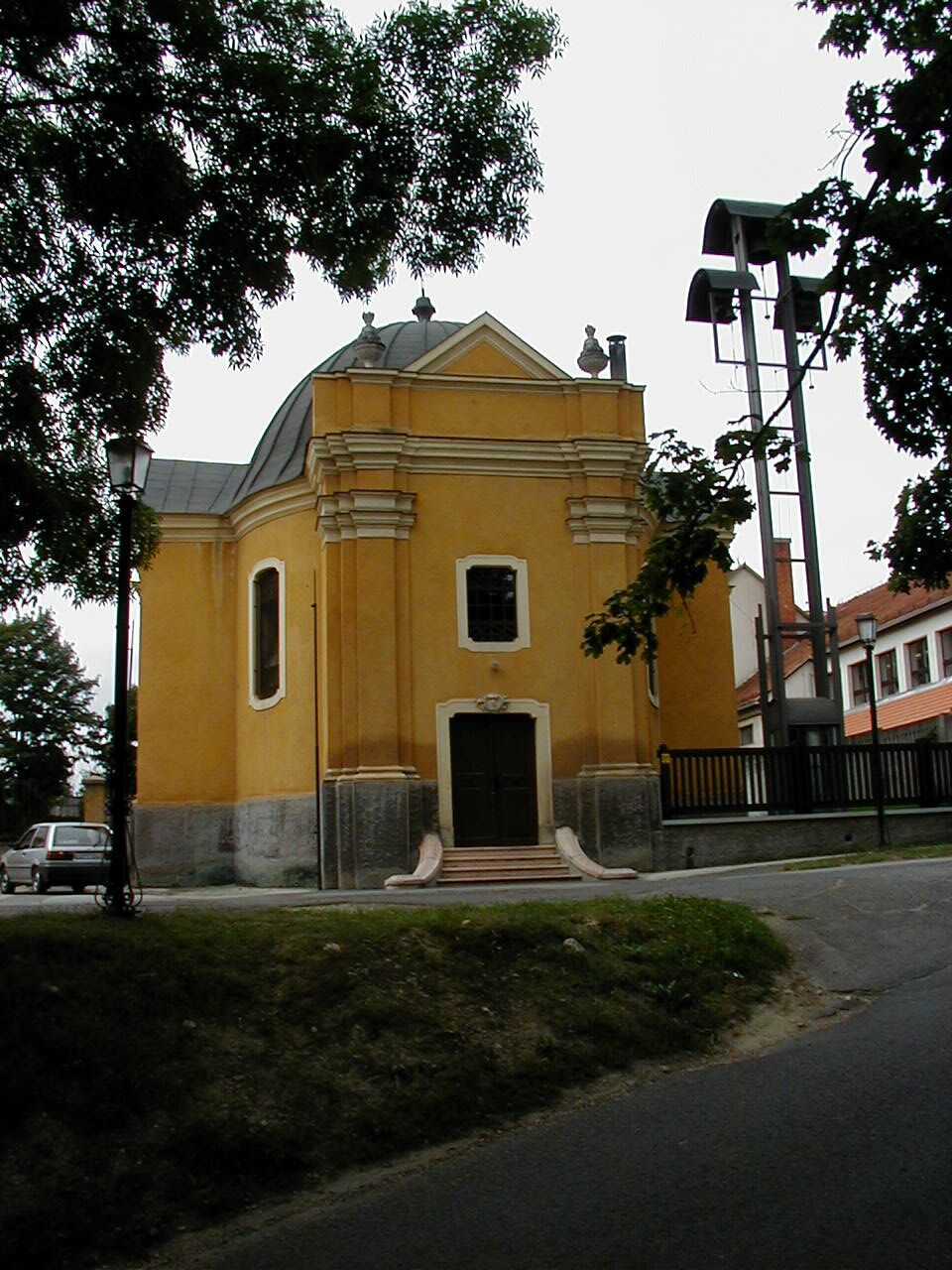
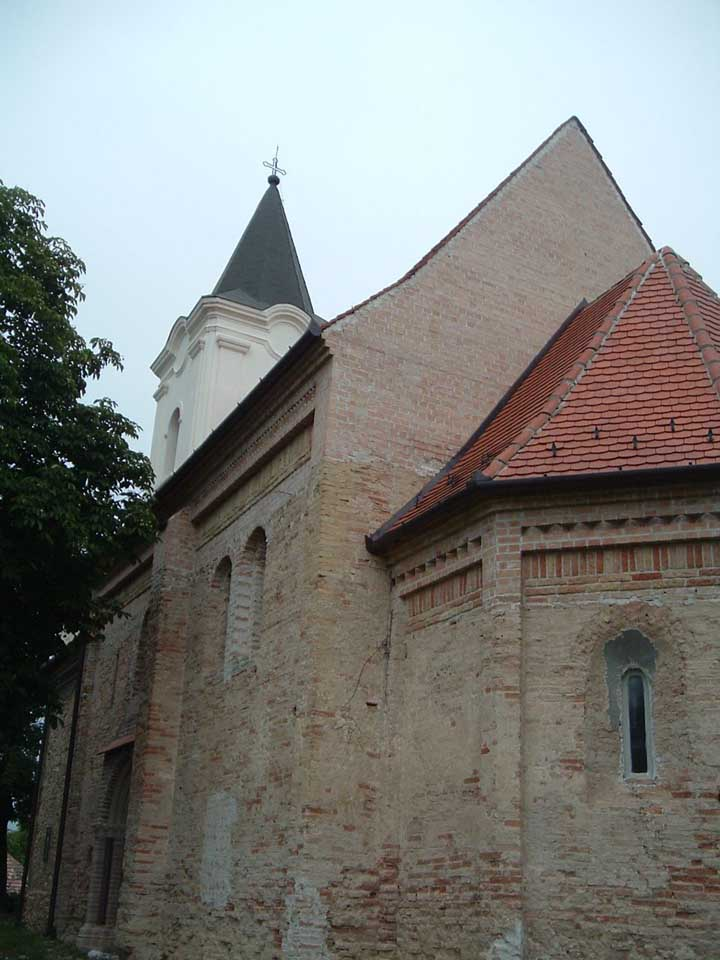